# On the Desert's Edge
On the Desert's Edge è un cortometraggio muto del 1911 scritto, prodotto, interpretato e diretto da Gilbert M. 'Broncho Billy' Anderson.

## Produzione
Il film fu prodotto dalla Essanay Film Manufacturing Company. Venne girato in California, nel deserto di Mohave e a Los Gatos, località della baia di San Francisco che in quel periodo fece da sfondo a numerosi western di Anderson.

## Distribuzione
Distribuito dalla General Film Company, il film - un cortometraggio in una bobina - uscì nelle sale cinematografiche USA il 4 marzo 1911.